# Municipio de Fremont (condado de Page)
El municipio de Fremont (en inglés: Fremont Township) es un municipio ubicado en el condado de Page en el estado estadounidense de Iowa. En el año 2010 tenía una población de 239 habitantes y una densidad poblacional de 2,58 personas por km².

## Geografía
El municipio de Fremont se encuentra ubicado en las coordenadas 40°51′28″N 95°12′48″O / 40.85778, -95.21333. Según la Oficina del Censo de los Estados Unidos, el municipio tiene una superficie total de 92.79 km², de la cual 92,79 km² corresponden a tierra firme y (0 %) 0 km² es agua.

## Demografía
Según el censo de 2010, había 239 personas residiendo en el municipio de Fremont. La densidad de población era de 2,58 hab./km². De los 239 habitantes, el municipio de Fremont estaba compuesto por el 100 % blancos. Del total de la población el 0 % eran hispanos o latinos de cualquier raza.